# Osmia cara
Osmia cara är en biart som beskrevs av Cockerell 1910. Osmia cara ingår i släktet murarbin, och familjen buksamlarbin. Inga underarter finns listade i Catalogue of Life.